# August Junker (músic)
August Junker (Stolberg prop d'Aquisgrà, 28 de gener, 1868 - Tòquio, 5 de gener, 1944) va ser un músic alemany.
Junker es va fer especialment conegut pel seu treball al Japó a principis del segle xx, on, juntament amb Rudolf Dittrichi altres músics alemanys i austríacs, va fer una contribució significativa al desenvolupament de la música clàssica occidental. Va ensenyar durant 13 anys a la "Tōkyō Ongaku Gakkō", la primera acadèmia de música d'estil occidental del Japó, va promoure cançons i lliçons instrumentals alemanyes i va crear la primera orquestra japonesa basada en el model occidental.
Els seus alumnes Rentarō Taki i Kosaku Yamada són considerats els fundadors de la cançó d'art japonesa, en què les tècniques de composició occidentals (alemanys) es combinen amb la poesia oriental (japonesa). va ser un músic alemany.

## Biografia
El seu pare, bufador de vidre, li va ensenyar el violí des de ben petit; Fins i tot quan tenia deu anys, els caps de setmana tocava balls amb ell. Als 13 anys, Junker va arribar al conservatori de Colònia, on es va formar com a violinista. Com a millor estudiant, se li va permetre actuar davant Johannes Brahms. Als 17 anys esdevingué alumne de Joseph Joachim a Berlín. El 1890 es va unir a l'Orquestra Filharmònica de Berlín i va ser nomenat concertino per Hans von Bülow.
De 1891 a 1897 va tocar com a viola principal amb l'Orquestra Simfònica de Chicago; El 1897 un viatge el va portar per Egipte i el sud-est asiàtic fins a Yokohama al Japó. Allà va trobar feina en una botiga de música i va conèixer molts estrangers que vivien al Japó i tocaven música en el seu temps lliure. Va muntar una orquestra i va actuar amb ella en concerts benèfics. Així que la gent es va adonar d'ell i, per recomanació de Raphael von Koeber, el 1899 se li va oferir una plaça a la Universitat de Música de Tòquio, el "Tōkyō Ongaku Gakkō". El mateix Junker va entrenar les cordes i es va fer càrrec del cor. El metall venia de la banda de la cort. Això va ser ensenyat per Franz Eckart, un director de banda militar alemany que va donar a conèixer la música militar europea al Japó.

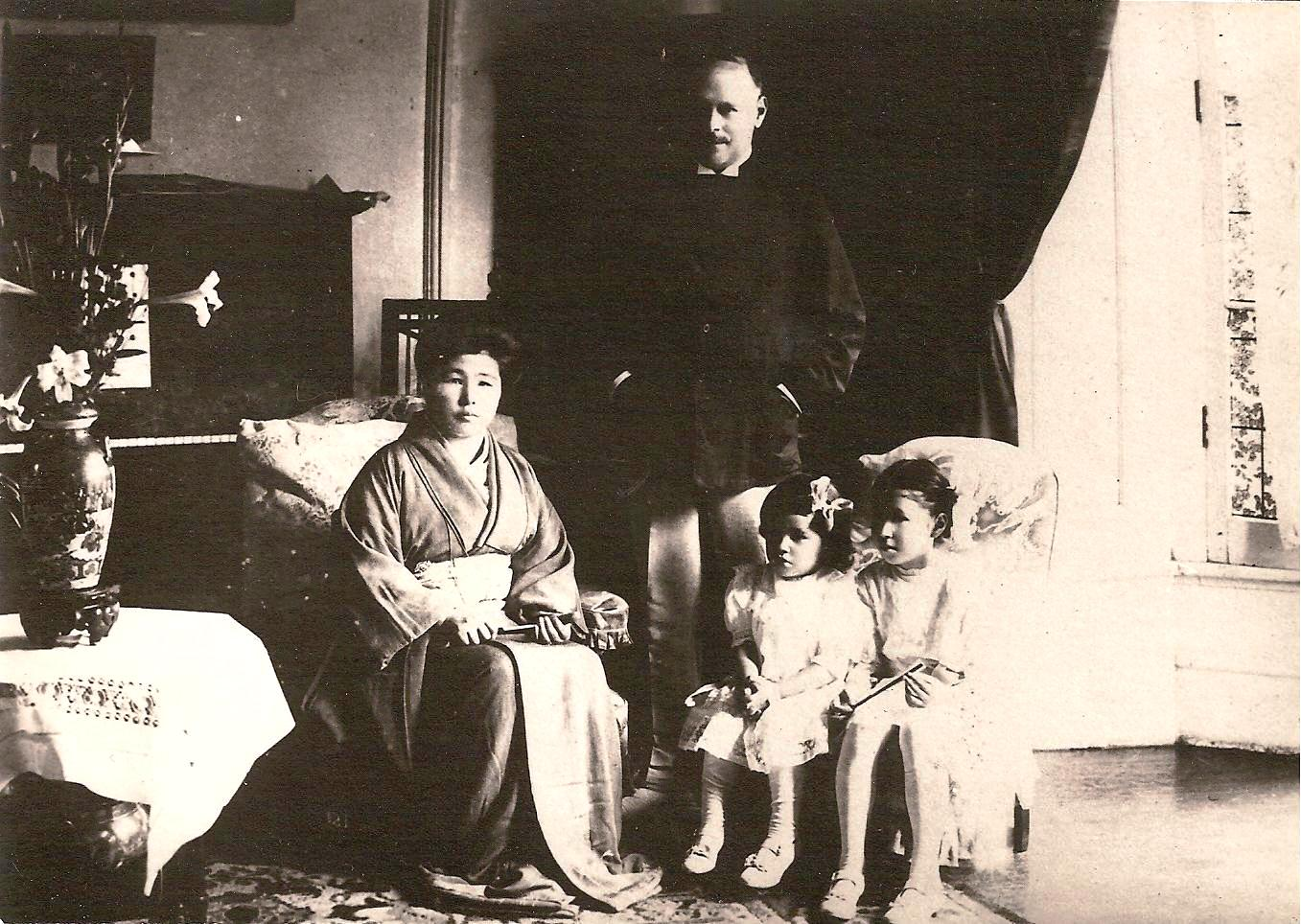
August Junker amb la família a Tòquio el 1912

En pocs anys, August Junker havia inspirat a tants estudiants i va aconseguir que aprenguessin una gran varietat d'instruments que es va formar una orquestra japonesa. Va provocar que cada cop vinguessin més músics alemanys al Japó. També va animar els estudiants de música japonesos a estudiar a Alemanya i els va establir contactes. També va interpretar música de cambra amb Nobu Kōda i Andō Kō, dues germanes que van ser ensenyades al Conservatori de Tòquio i es van convertir en pioneres de la música occidental al Japó.
Va ser molt honorat per aquest compromís. Va ser nomenat "Director de Música Reial" i "Professor Prussià" pel govern prussià i va rebre l'Ordre del Tresor Sagrat (瑞宝章, Zuihōshō) i l'Ordre del Sol Naixent (旭日章, Kyokujitsushō) de l'emperador japonès.
El 1912 va tornar a Alemanya amb la seva dona japonesa Nobu Kamada i dues filles i es va instal·lar al seu lloc de naixement, Stolberg. Feia concerts i feia classes. La parella va tenir una filla i un fill, que van morir de diftèria quan era un infant.
22 anys més tard, el 1934, va tornar al Japó amb la seva dona, on va donar concerts amb la seva filla Marion Kayser, de soltera Junker. Va dirigir l'Orquestra Shôchiku i va ensenyar a la Universitat de Música Musashino de Tòquio. Va morir el 5 de gener de 1944 a Tòquio.